# Oriente
För andra betydelser, se Oriente (olika betydelser).

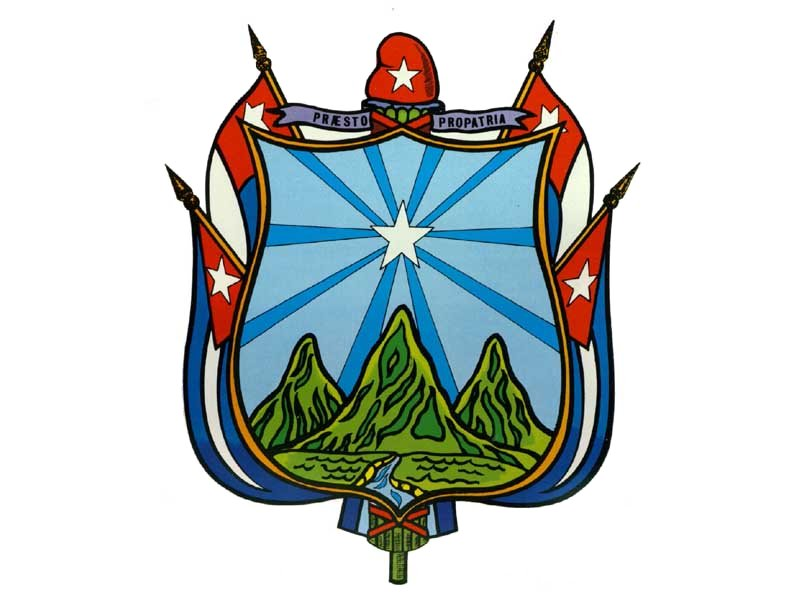
Provinsen Orientes sigill.

Oriente var fram till 1976 en av Kubas dåvarande sex provinser.
Fidel Castro och Raúl Castro föddes där.